# Мілстріт

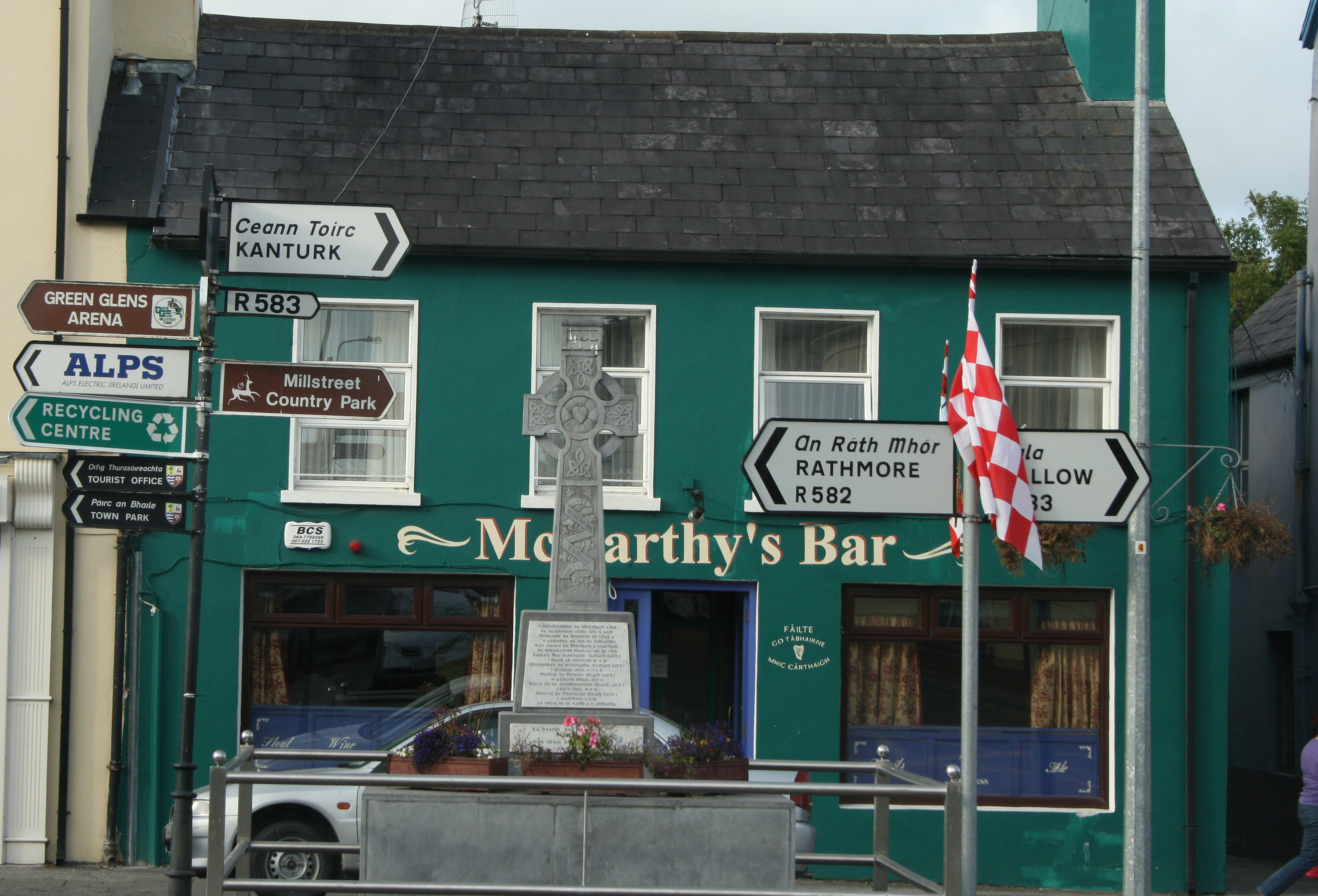
Бар Маккарті

Міллстріт (англ. Millstreet; ірл. Sráid an Mhuilinn) — (переписне) селище в Ірландія, знаходиться в графстві Корк (провінція Манстер).
У липні 2006 року в місті пройшла 29-а Європейська конференція жонглерів.
Місцеву залізничну станцію відкрито 16 квітня 1853 року і закрито для вантажоперевезень 6 вересня 1976 року.
15 травня 1993 року у селищі на критому стадіоні «Ґрін-Ґленс-Арена» відбувся 38-й конкурс пісні «Євробачення».

## Демографія
Населення — 1401 особа (за переписом 2006 року). У 2002 році населення становило 1289.
Дані перепису 2006 року:
| Загальні демографічні показники |               |                           |                           |      |      |
| Все населення                   | Все населення | Зміни населення 2002—2006 | Зміни населення 2002—2006 | 2006 | 2006 |
| 2002                            | 2006          | чол.                      | %                         | чол. | жін. |
| 1289                            | 1401          | 112                       | 8,7                       | 744  | 657  |

У таблицях нижче сума всіх відповідей (стовпець «сума»), як правило, менша від загальної кількості населення (стовпець «2006»).
| Релігія (Тема 2—5: Число людей за релігіями, 2006) |             |              |             |              |      |      |
| Католики, осіб                                     | Католики, % | Інша релігія | Без релігії | Не зазначено | Сума | 2006 |
| 1329                                               | 94,9        | 27           | 41          | 4            | 1401 | 1401 |

| Етно-расовий склад (Етнічність. Тема 2—3: Постійне населення за етнічним або культурним походженням, 2006) |       |           |                          |        |      |              |      |       |
| Білі ірландці                                                                                              | Пейві | Інші білі | Негри або чорні ірландці | Азіати | Інші | Не зазначено | Сума | 2006  |
| 1126 | 0     | 232       | 0                        | 0      | 15   | 3            | 1376 | 1401  |
| Частка від усіх, хто відповіли на питання, %                                                               |       |           |                          |        |      |              |      |       |
| 81,8 | 0,0   | 16,9      | 0,0                      | 0,0    | 1,1  | 0,2          | 100  | 98,21 |

1 — частка тих, хто відповіли на питання про мову, від усього населення.
| Володіння ірландською мовою (Тема 3—1: Число людей від 3 років і старших за здатністю розмовляти ірландською, 2006) |      |              |      |       |
| Чи володієте ви ірландською мовою?                                                                                  |      |              |      |       |
| Так | Ні   | Не зазначено | Сума | 2006  |
| 545 | 791  | 17           | 1353 | 1401  |
| Частка від всіх, хто відповіли на питання про мову, %                                                               |      |              |      |       |
| 40,3 | 58,5 | 1,3          | 100  | 96,61 |

1 — частка тих, хто відповіли на питання про мову, від усього населення.
| Використання ірландської мови(Тема 3—2: Розмовляють ірландською від 3 років і старші за частотою використання ірландської мови, 2006) |                                                 |                                          |                                          |                                          |                                          |                                          |      |                                      |      |
| Як часто і де ви розмовляєте ірландською?                                                                                             |                                                 |                                          |                                          |                                          |                                          |                                          |      |                                      |      |
| Щодня, тільки в освітніх установах | Щодня, як в освітніх установах, так і поза ними | В інших місцях (поза освітньою системою) | В інших місцях (поза освітньою системою) | В інших місцях (поза освітньою системою) | В інших місцях (поза освітньою системою) | В інших місцях (поза освітньою системою) | Сума | всього відповіли на питання про мову | 2006 |
| Щодня, тільки в освітніх установах | Щодня, як в освітніх установах, так і поза ними | щодня                                    | щотижня                                  | рідше                                    | ніколи                                   | не зазначено                             | Сума | всього відповіли на питання про мову | 2006 |
| 128 | 4                                               | 13                                       | 28                                       | 218                                      | 146                                      | 8                                        | 545  | 1353                                 | 1401 |
| Частка від усіх, хто відповіли на питання про мову, %                                                                                 |                                                 |                                          |                                          |                                          |                                          |                                          |      |                                      |      |
| 9,5 | 0,3                                             | 1,0                                      | 2,1                                      | 16,1                                     | 10,8                                     | 0,6                                      | 40,3 | 100                                  |      |

| Типи приватних осель (Тема 6—1(a): Число приватних домоволодінь за типом розміщення, 2006) |          |         |                    |              |      |      |
| Окремий будинок                                                                            | Квартира | Кімната | Пересувний будинок | Не зазначено | Сума | 2006 |
| 494                                                                                        | 17       | 9       | 2                  | 7            | 529  | 1401 |

## Міста-побратими
- Поммері-ле-Віконт (Франція, від 1985)[8]